# Galjoot

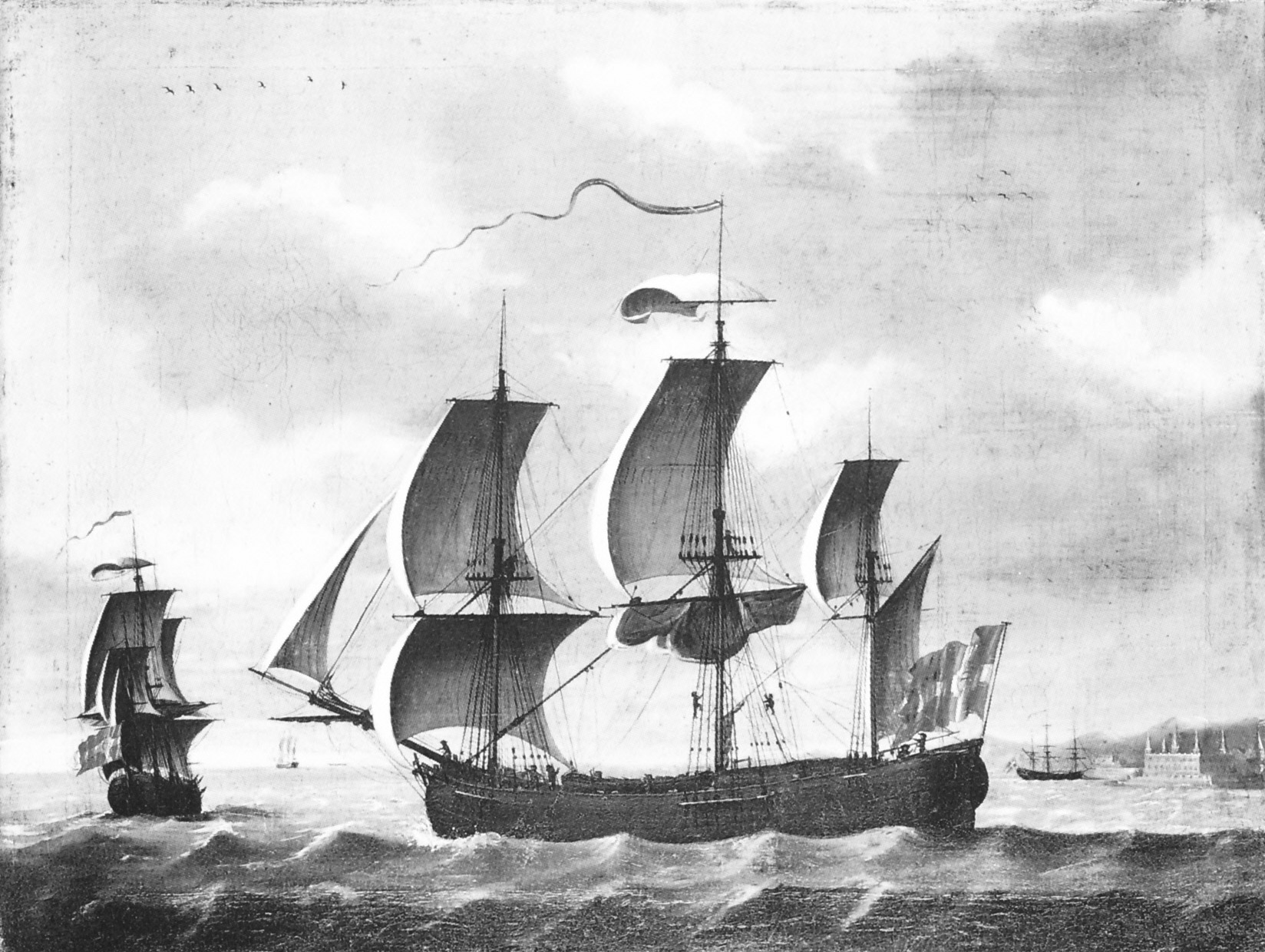
De galjoot Christian Gottlieb (1792), door Jes Jessen

De galjoot was van oorsprong een kustvaarder. Een platbodemvaartuig met zijzwaarden, voor de koopvaardij. Het was in gebruik bij Scandinaviërs, Duitsers, Nederlanders en Vlamingen. Een roei-zeilschip, dat ook wel in de vaart was voor de visserij en in de vijftiende en zestiende eeuw zelf als galeischip werd gebruikt. Vanaf de zeventiende eeuw werd het schip slanker. Het werd toen ook als adviesjacht of bombardeergaljoot ingezet bij de oorlogsvloot. De VOC gebruikte het voor de vaart op Oost-Indië.